# 卒業白書
『卒業白書』（原題: Risky Business「危険なビジネス」）は、1983年製作のアメリカ映画。ポール・ブリックマン監督・脚本の青春映画(監督デビュー作)。シカゴの高校3年生のジョエルが、両親不在の間に巻き起こす騒動を描いている。トム・クルーズの出世作となった。彼がワイシャツにブリーフ姿で踊るシーンは有名。

## ストーリー
シカゴの高校生ジョエルは大学受験を控えて「未来の企業家研究」の授業にも出席しているが、頭の中はSEXのことでいっぱい。両親が旅行に出かけた後に、友達が彼女を連れてきて、部屋をSEX用に貸してくれと言う。それに刺激されたのか、ジョエルはますますSEXしたくなってしまう。友人が売春婦を呼ぶが、オカマだったため断り手数料を取られる。ラナというジョエルの年代好みの若い売春婦がいるというので、自ら呼んでSEXをする。しかし、料金が足りないことから問題が生じ、ラナのヒモともカーチェイスをしてしまう。さらに、マリファナを吸った勢いでラナを言葉で傷つけ、もめているうちに、親の高級車が斜面を滑り湖に沈んでしまう。修理代を賄うために、ラナと共に、自宅を売春パーティの場にして一儲けを企む。その時に志望校のプリンストン大学から面接に訪問した面接官も満足したらしい。ラナと「地下鉄ラブ」と称して電車内でプレイを楽しみ、家に帰るとヒモによって家具が全て盗まれていた。両親も帰ってくるので慌てて買い戻すことにする。満足して帰った面接官は「君こそ欲しい人材だ」とプリンストンの経済学部に合格する。

## 登場人物
ジョエル・グッドソン
演 - トム・クルーズ
高校生。一流を目指す、ありふれた青年。プリンストン大学を志望しながらも勉強よりも女との情事に熱を上げている。ラナとの出会いを切っ掛けに騒動に巻き込まれる。
ラナ
演 - レベッカ・デモーネイ
売春婦。ジョエルの理想のタイプ。ジョエルの家の物を盗み、ジョエルを一連の騒動に巻き込んだ一人。
マイルズ
演 - カーティス・アームストロング
ジョエルの友人。ハーバード大学行きが決まっている学業優秀の秀才。一方で女性との情事を楽しむ俗な部分もある。
バリー
演 - ブロンソン・ピンチョット
ジョエルの友人。
グレン
演 - ラファエル・スバージ
ジョエルの友人。
グイド
演 - ジョー・パントリアーノ
ポン引き。ラナのヒモであり共犯者。
ジョエルの父
演 - ニコラス・プライアー
ポルシェを持っている。
ジョエルの母
演 - ジャネット・キャロル
息子には甘いほうではあったが置物にヒビが入っていたことでジョエルを責める。
ルザフォード
演 - リチャード・メイサー
プリンストン大学の面接官。

## キャスト
| 役名                 | 俳優                         | 日本語吹替 | 日本語吹替 |
| 役名                 | 俳優                         | TBS版      |            |
| -------------------- | ---------------------------- | ---------- | ---------- |
| ジョエル・グッドソン | トム・クルーズ               | 堀内賢雄   |            |
| ラナ                 | レベッカ・デモーネイ         | 高島雅羅   |            |
| マイルズ             | カーティス・アームストロング | 鈴木勝美   |            |
| バリー               | ブロンソン・ピンチョット     | 中原茂     |            |
| グレン               | ラファエル・スバージ         | 古田信幸   |            |
| グイド               | ジョー・パントリアーノ       | 若本規夫   |            |
| ジョエルの父         | ニコラス・プライアー         | 小島敏彦   |            |
| ジョエルの母         | ジャネット・キャロル         | 吉田理保子 |            |
| ルザフォード         | リチャード・メイサー         | 池田勝     |            |
| ヴィッキー           | シーラ・ダニーズ             | 横尾まり   |            |
| ジャッキー           | ブルース・A・ヤング          | 石塚運昇   |            |

- TBS版：初回放送1989年6月13日『火曜ビッグシアター』（DVD特別版・BDに収録）

## 影響・パロディ
特にジョエルが上はシャツで下は下着という格好で踊るシーンは大きな影響を与え、多くのパロディを生んだ。
- 『シンプソンズ』のエピソード "Homer the Heretic" で、ホーマーが同じようなファッションで踊るシーンがある。
- テレビシリーズ『ヴェロニカ・マーズ』に "Ruskie Business" というエピソードがある。
- 映画『25年目のキス』で、主人公の弟がジョエルの格好でプロムに出るシーンがある。
- 『アメリカン・アイドル』のシーズン7のファイナルで、ファイナリストのデヴィッド・クックとデヴィッド・アーチュレッタが「Guitar Hero」のコマーシャルでジョエル風のダンスを披露した。
- テレビシリーズ『アルフ』の 第3話 みんな猫が好き "LOOKING FOR LUCKY"　というエピソードで、同じようなシャツ、同じ音楽で踊りながら歌うシーンがある。（このシーンのアルフは人形なので、下半身は映らない。）